# Кидд, Джемма
Джемма Уэлсли, маркиза Дуро ), урожденная Кидд — английская маркиза, визажист модель. В настоящее время проживает со своим супругом и тремя детьми в усадьбе Стейтфилд в Хэмпшире.
Джемма второй ребенок бизнесмена Джона Кидда и Венди Мадлен Ходж, дочери сэра Джона Роланда Ходжа, 2-го баронета. По отцовской линии Джемма является правнучкой Уильяма Максвелла Эйткена, владельца The Daily Express.
Будучи сестрой супермодели Джоди Кидд, Джемма сделала карьеру супермодели до того как стать визажистом. В 2003 году Джемма открыла свою «Make-up School» в Лондоне, а в 2006 году выпустила линию косметики с таким же названием, которую можно было приобрести как в Великобритании, так и в Австралии, США, Гонконге и Канаде. Она автор книг Jemma Kidd Make-up Masterclass (2009) и Jemma Kidd Make-up Secrets (2012).
После замужества Джемма получила титул графини Морнингтон, с 2014 года она стала маркизой Дуро.
4 июня 2005 года она вышла замуж за Артура Джеральдина Уэлсли, маркиза Дуро, старшего сына и наследника Артура Чарльза Уэлсли (род. 1945), 9-го  герцога Веллингтона (с 2014). Свадьба состоялась в церкви Сент-Джеймс на острове Барбадос.
12 сентября 2009 года пара объявила, что ожидает близнецов, которые родились 4 января 2010 года в госпитале Челси и Вестминстер. Леди Дуро родила девочку леди Мэй Мадлен и мальчика Артура Дарси, графа Морнингтона. 10 декабря 2014 года родился Их третий ребёнок, лорд Альфред Уэлсли.